# プロポリス

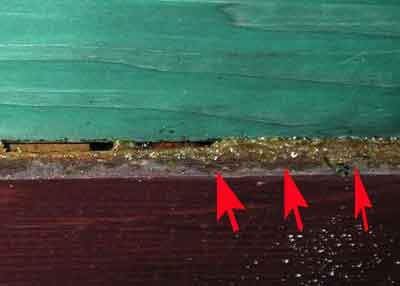
プロポリスで隙間が埋められた巣箱

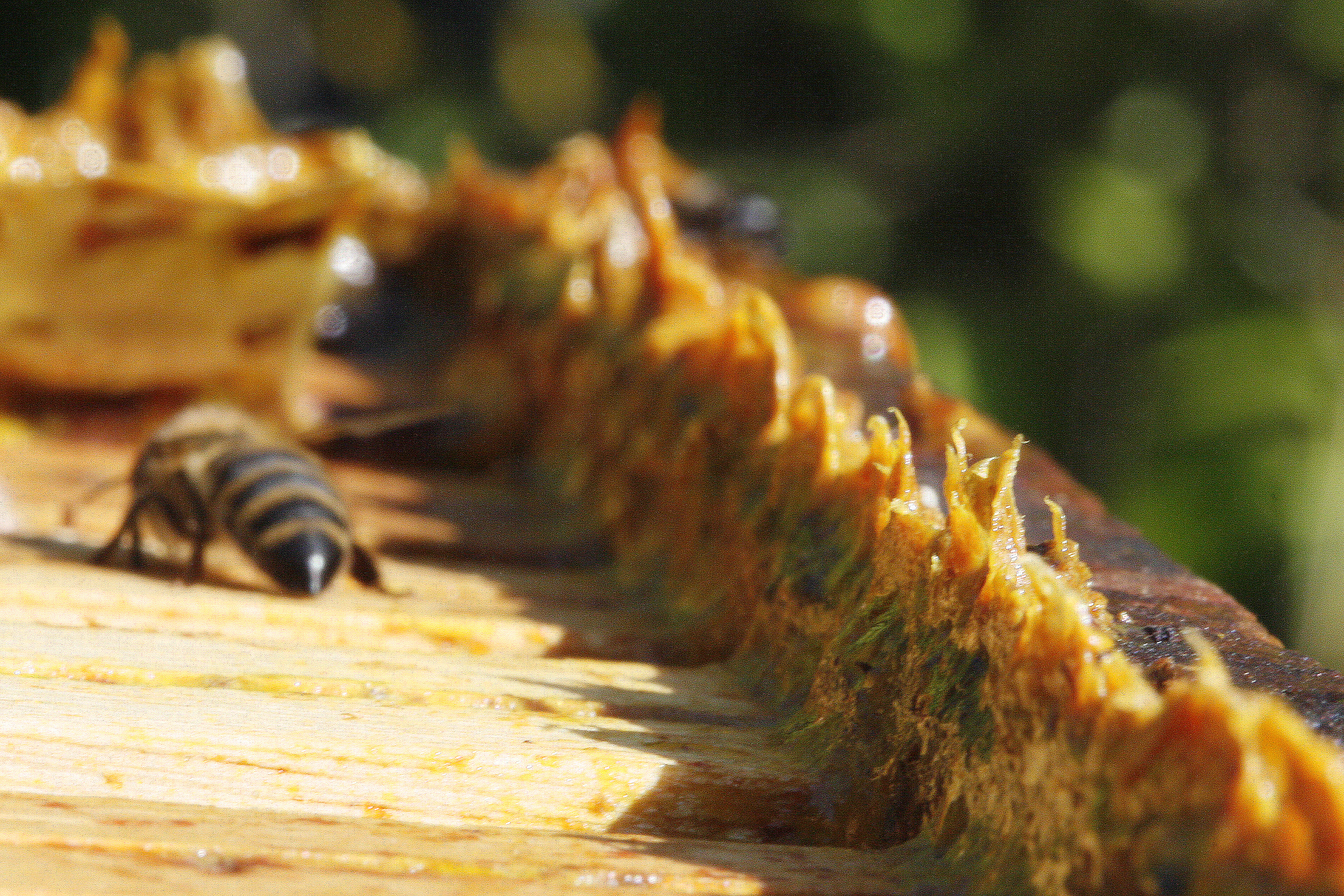
巣に付着したプロポリス

プロポリス（propolis）は、ミツバチが木の芽や樹液、あるいはその他の植物源から集めた樹脂製混合物である。蜂ヤニともいう。プロポリスという名前は、もともとギリシャ語で、「プロ（pro）」は「前」とか「守る（防御）」という意味を持ち、「ポリス（polis）」は「都市」という意味を持っている。この2つの語が合わさったプロポリスは、「都市（巣）を守る」という意味がある。
プロポリスは巣の隙間を埋める封止剤として使われている。およそ6 mm以下の小さな隙間のために使われ、より大きな空間は通常蜜蝋で埋められる。色はどの植物から取られたかに依存するが、最も一般的には暗褐色である。プロポリスは室温以上で粘着性がある。低温では硬く、非常に壊れやすくなる。

## 目的
何世紀にもわたって、養蜂家らは、ハチは巣を雨や冷たい冬の風といった要素から守るためにプロポリスで巣の隙間を埋めていると推測していた。しかしながら、20世紀の研究によって、ハチは通気性が上がる世界のほとんどの温帯地域の冬季に生き延びるだけでなく、繁栄もしていることが明らかにされた。
現在はプロポリスには以下のような目的があると考えられている。
- 巣の構造強度の補強
- 振動の軽減
- 入口を塞ぐことによる巣の防御力の向上
- 巣への病気や寄生者の侵入の阻止、真菌や微生物の成長の阻害[8]
- 巣内での腐敗の防止。ハチは通常廃棄物を巣の外に捨てる。しかし、例えば小さなトカゲやネズミが巣内に侵入し、巣内で死んだとすると、運んで外へ捨てることは不可能である。このような場合、ハチは死骸をプロポリス内に閉じ込めることで、ミイラ化させ、無臭、無害とすることを試みる。

植物は、自らが傷つけられると、傷口を守るために樹脂を分泌し、また、新芽や蕾を病原性の微生物から守るため、それらへ抗菌作用をもった物質を送っている。ミツバチはこの抗菌作用を活用し、プロポリスを巣に塗ることで、温かく、湿度が高い巣の中でも細菌の繁殖を抑えて、巣を清潔に保つことができるようにしている。植物由来の物質をミツバチが採集したものがプロポリスであるが、採集後ミツバチが新たに何らかの物質を加えている可能性も考えられている。
プロポリスを集める性質を持つのは、木の洞などの中に営巣する閉鎖空間営巣性のミツバチのうち、セイヨウミツバチのみである。亜種のニホンミツバチを含むトウヨウミツバチなどはこれを集めない。同じ蜂産品であるローヤルゼリーや蜂蜜などに比べて採取量は少なく、人為的には合成ができない。

## 成分・性質

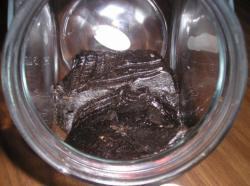
黒褐色のプロポリス

プロポリスは、ミツバチが集めてくる植物を原料として作られるため、起源となる植物によって、黒褐色、暗緑色、赤褐色のものなど様々な種類がある。近年の研究により、産地や起源植物によって特有成分が大きく異なることが明らかになっている。
一般にプロポリスは樹脂・バルサム（55%）、ワックス（30%）、油性物質（10%）、花粉（5%）で構成される。成分は、微量のものを含めるとおよそ300ないし400にのぼるといわれている。
起源植物の多くがポプラであるヨーロッパ産や中国産のプロポリスには、主な成分としてフラボノイドが含まれている。一方、キク科バッカリス属のアレクリン・ド・カンポ（Baccharis dracunculifolia）を起源とするブラジル産プロポリスには、主にアルテピリンCをはじめとする桂皮酸誘導体、フラボノイドが含まれている。ブラジル産プロポリスは、中国産と比べ、アルテピリンC（桂皮酸誘導体）量は約7500倍、バッカリン（桂皮酸誘導体）量は約2500倍、6‐メトキシケンフェライド（フラボノイド）量は約25倍であるという分析結果も報告されている。
巣箱や養蜂用具から鉛が混入する事が報告されているが、採集の方法により混入量は大きく異なる。

## 生産
プロポリスは、ブラジルをはじめ、トルコ、アルゼンチン、イギリス、イタリア、ウルグアイ、エジプト、オーストラリア、ハンガリー、ブルガリア、ルーマニア、リトアニアなど、世界各国で採集されている。日本においてもわずかではあるが、北は北海道から南は沖縄県まで、主に研究用として採集されている。
生産量が最も多いのはブラジルである。ブラジルには、プロポリス採取に適したアフリカナイズドミツバチがいる。アフリカミツバチとセイヨウミツバチとの自然交配によって生み出された品種である。ブラジルでは、蜂蜜を集める能力の高いアフリカミツバチを輸入研究していたが、そこから逃げ出したものが、元々ブラジルにいたセイヨウミツバチと交配し、この新種が生み出された。アフリカナイズドミツバチは高い防衛本能を持ち、巣を守るためのプロポリスを早く大量に生産する。湿度の高いアマゾンに生息するミツバチは、疾病から身を守るために強力なプロポリスを生産していると考えられており、そのためブラジル産のプロポリスは最高級品といわれている。ブラジル産プロポリスは品質に応じて6段階の等級に分けられ、ミナスジェライス州産のアレクリンという植物に由来する「グリーン・プロポリス」が最上級品とされている。グリーン・プロポリスは1988年に日本人の養蜂家である寺尾貞亮によって発見された。
ミツバチの巣から採取されたプロポリスは、抽出を経て使用される。抽出方法としては、アルコールを用いるものが一般的である。
プロポリスの市場規模は2028年までに約8.8億ドルになると予想されている。

## 用途・機能
用途としては、化粧品、日焼け止め、消毒抗炎剤、スプレー、点鼻剤、点眼剤、鎮静剤、ヘアスプレーの材料、バイオリンのつや出しなどが挙げられる。プロポリスと人間との付き合いは長く、古くはミイラを作る際の防腐剤として利用されていた。古代ローマでは「天然の抗生物質」として用いられ、東ヨーロッパでも伝統的に薬用に用いられてきた。
今日、プロポリスは健康食品（サプリメント）や飲料としての利用が拡大し続けており、抗菌・抗ウイルス・抗炎症・抗腫瘍作用等を期待した病気予防・治療目的での服用が行われているほか、臨床医により治療の補助（補剤）として用いられた臨床例も多数報告され、出版もされている。ミツバチは、プロポリスがもつ殺菌力によって細菌やウイルスから身を守っているといわれており、これまでに、種々の生理活性、すなわち、抗微生物（細菌、真菌、原虫、ウイルス）活性、抗酸化作用、抗炎症作用、抗腫瘍活性、抗肝毒性が知られ、（抗腫瘍性に関し）予防および治療的効果、また転移阻害の効果も確かめられているほか、免疫力調整（免疫調節）作用、鎮痛作用、局部麻酔作用、医薬品の効果を高める作用、薬（とくに抗ガン剤）の副作用軽減作用、整腸作用、活性酸素消去（抗酸化）作用、抗潰瘍作用、抗アレルギー作用、精神安定作用、食欲増進作用などがあるとされている。
また、蜂蜜酒の醸造も盛んなリトアニアでは原料にプロポリスを用いたリキュール「Bičių Duonelės Likeris」（ビチュウ・ドゥオネレス・リケリス）が2013年に開発された。

## 研究
日本では、1991年9月に開催された「第50回日本癌学会総会」で松野哲也（国立予防衛生研）がブラジル産プロポリスに抗腫瘍活性（腫瘍細胞が活発に増殖するのを抑えたり、腫瘍細胞を死滅させたりする働き）をもった物質が含まれていることを発表。このことがきっかけとなり、研究が急速に進展した。その後も、林原生物化学研究所がプロポリスのエタノール抽出物からマクロファージ活性・抗菌性などの効果を発見するなど、研究が盛んに行われるようになった。その作用についてさまざまな研究報告がなされている。日本では、1985年に名古屋で開催された第30回国際養蜂会議にてプロポリスの有用性について発表されたことが発端となり、研究が盛んとなった。
- 食中毒の原因菌であるサルモネラ菌Salmonella spp.[28]、胃潰瘍の原因菌であるピロリ菌Helicobactor pylori[29][30][31][32]、虫歯の原因菌となるStreptococcus mutansやS. sobrinus[33][34]、院内感染原因細菌として知られるMRSAなどの抗生物質耐性菌[35][36]、に対する有効性が報告されている。
- プロポリス成分（桂皮酸）がニワトリ胚を用いたCAMアッセイにより、インフルエンザウイルスに対して抗ウイルス活性を示すことが報告されている[37]。
- 剣道部男子学生11名を対象としたヒト臨床試験（無作為化二重盲検プラセボ対照試験）の結果、過度の運動前にプロポリスを摂取した群は、有意に血清中の還元型アルブミンの減少が抑制され、プロポリスによる運動後疲労の軽減効果が報告されている[38]。
- 炎症の生じたマウスにプロポリスを投与した群では、炎症の低減が認められ、抗炎症効果が報告されている[39]。
- エールリッヒ担癌マウスにプロポリス抽出液を投与した結果、生存率の増加が認められ、抗腫瘍効果が報告されている[40]。
- ヒト臨床試験（無作為化二重盲検プラセボ対照試験）にて、花粉飛散前からのプロポリス摂取により、花粉症の軽減や花粉症薬剤の利用頻度を減らせることが報告されている[41], [42]。
  - また、そのメカニズムについて、谷らによる研究報告が、2010年「Bioorg Med Chem」18巻1号 P151-157に掲載されている。アレルギー患者由来の免疫細胞を用いた研究が行われ、ブラジル産プロポリス抽出液やその主成分であるアルテピリン C が、ロイコトリエン類やヒスタミン、サイトカインの分泌を抑制することが報告されている[43]。
- ラットにプロポリス抽出液を投与した結果、血中のブドウ糖やコレステロールの低下が認められ、血糖や糖代謝、脂質を調節することが報告されている[44]。
- 高血圧モデルラットにプロポリス抽出液を投与した結果、血圧の低下が認められたと報告されている[45]。
- インスリン抵抗性モデルラットや2型糖尿病自然発症モデルラットに、ブラジル産プロポリスを長期経口投与した結果、血清中のインスリン値がプロポリスの投与量に応じて低下し、インスリン抵抗性の進行を予防する作用を持つ可能性が報告されている[46], [47]。
- 高脂肪餌を与えたラットにプロポリスを投与すると脂肪重量の減少が認められ、プロポリスの脂質代謝作用や脂質吸収阻害作用が報告されている[48]。
- 日本人63名を対象としたプラセボ対象二重盲検試験の結果、プロポリス投与群で風邪の治癒が早く、倦怠感の軽減効果が認められたと報告されている[49]。
- 持久的競技種目を行う運動部女子学生20名を対象としたランダム化二重盲検試験を行った結果、オーバートレーニング症候群の予防に有効であると報告されている[50]。
- プロポリスに含まれるフラボノイド類のガランギン、クリシン、ピノセムブリンには、酸化ストレスによるDNA損傷を誘導するという報告がある[51]。